# Митькина
Ми́тькина (рос. Митькина) — присілок у складі Катайського району Курганської області, Росія. Входить до складу Великокасаргульської сільської ради.
Населення — 58 осіб (2010, 112 у 2002).
Національний склад станом на 2002 рік: росіяни — 76 %.